# Ambulantactus
Genre
Ambulantactus est un genre de schizomides de la famille des Hubbardiidae.

## Distribution
Les espèces de ce genre sont endémiques du Mexique. Elles se rencontrent au Tamaulipas, au San Luis Potosí et au Morelos.

## Liste des espèces
Selon Monjaraz-Ruedas, Prendini et Francke en 2019 :
- Ambulantactus aquismon Monjaraz-Ruedas, Prendini & Francke, 2019
- Ambulantactus davisi (Gertsch, 1940)
- Ambulantactus montielae Monjaraz-Ruedas, Prendini & Francke, 2019

## Publication originale
- Monjaraz-Ruedas, Prendini & Francke, 2019 :  Systematics of the short-tailed whipscorpion genus Stenochrus Chamberlin, 1922 (Schizomida, Hubbardiidae), with descriptions of six new genera and five new species. Bulletin of the American Museum of Natural History, no 435, p. 1-91 (texte intégral).